# خليل الفزيع
خليل إبراهيم عبد الله الفزيع أديب وكاتب سعودي، ولد في قرية الجشة في الأحساء عام 1360 هـ / (1941م)، يعد من رواد كتابة القصة القصيرة في المملكة العربية السعودية، وأول من نشر مجموعة قصصية في الأحساء. رأس نادي المنطقة الشرقية الأدبي، وصدرت له مجموعة من المؤلفات التي تتنوع بين الشعر والقصة القصيرة والمقالات والسيرة وأدب الرحلات، ومن أبرز مؤلفاته كتاب (ما بين الرمح والقلم: فصول في الثقافة)، وديوان (البحر يتنفس حزنًا).

## التعليم
تخرج في المعهد العلمي بالإحساء عام 1380هـ.

## العمل
- عمل بمديرية التعليم في الدمام عام 1381هـ.
- عمل في وزارة الإعلام عام 1386هـ.
- ساهم في تأسيس مؤسسة العهد القطرية للصحافة عام 1393هـ (1973م).
- عمل في جريدة اليوم حتى عام 1393هـ، وفي عام 1401هـ عاد للعمل مرة أخرى في جريدة اليوم، وتدرج في العمل مصححاً ثم محرراً، ثم سكرتير تحرير، ثم مدير تحرير.
- قام بعمل رئيس التحرير حتى أصبح رئيسا لتحرير جريدة اليوم حتى عام 1412هـ.
- عمل رئيساً للجنة المطبوعات والنشر في نادي المنطقة الشرقية الأدبي.[7]

## الإصدارات
- (أحاديث في الأدب) مقالات. صدر عن دار النضال في دمشق عام 1385هـ (1966م).
- (الساعة والنخلة) قصص. صدر عن دار العهد في الدوحة عام 1397هـ (1977م).[8]
- (النساء والحب) قصص. صدر عن دار العهد في الدوحة عام 1398هـ (1978م).
- (سوق الخميس) مجموعة قصصية. صدر عن نادي الطائف الأدبي عام 1399هـ (1979م).[9]
- (أفكار صحفية) مقالات. صدر عن نادي الرياض الأدبي عام 1401هـ (1981م).
- (إطلالة على مشارف الزمن) مقالات. صدر عن نادي المنطقة الشرقية الأدبي عام 1412هـ (1991م).
- (فصول في عشق الوطن) مقالات. صدر عن دار أمنية في الدمام عام 1413هـ (1992م).
- (أيام في بلاد العم سام) من أدب الرحلات. صدر عن دار أمنية في الدمام عام 1414هـ (1993م).
- (بعض الظن) قصص. صدرت عن دار القصة في الرياض عام 1414هـ (1993م).
- (العذاب الذي لا يموت) قصص. صدرت عن نادي المنطقة الشرقية الأدبي عام 1419هـ (1998م).[10]
- (تقاطع الأسئلة) في الفكر والثقافة. صدر عن دار أمنية عام 1420هـ (1999م).
- (إيقاعات للزمن الآتي) قصص [بالاشتراك مع د. كلثم جبر]. صدرت عن دار أمنية عام 1420هـ (1999م).[11]
- (لحظة انهيار) قصص. صدرت عام نادي تبوك الأدبي عام 1420هـ (2000م).
- (قال المعنّى) ديوان شعر. صدر عن المجلس الوطني للثقافة والفنون والتراث بدولة قطر عام 1423هـ (2002م).[12]
- (أيام أندلسية) من أدب الرحلات. صدر عن نادي الطائف الأدبي عام 1423هـ (2002م).[13]
- وشم على جدر القلب، ديوان شعر، صدر عن نادي المنطقة الشرقية الأدبي عام 1424هـ (2003م).[14]
- فضاء الكلمة، في الثقافة والأدب. صدر عن دار أمنية عام 1425هـ (2004م).
- عندما تتشظى الأشواق، ديوان شعر. صدر عن دار أمنية عام 1425هـ (2004م).[15]
- (البحر يتنفس حزنًا) قصص قصيرة. صدرت عن دار أمنية عام 1427هـ (2006م).[16]
- (للمليحة ينهمر الحنين) ديوان شعر. صدر عن دار أمنية عام 1427 هـ / 2006م.[17]
- في دائرة الإبداع: أديبات وأدباء من قطر، صدر عام 1429هـ (2008م).
- ما بين الرمح والقلم: فصول في الثقافة، صدر عن نادي الأحساء الأدبي عام 1431 هـ / 2010م.[18]
- حادي العيس، ديوان شعر. صدر عام 2012م.[19]
- (أحمد محمد الحيمود: حلم يتحقق في طريق النجاح) سيرة. صدر عام 2017م[20]

## صدر عنه
- الفزيع وعالمه القصصي، إعداد جاسم الجاسم.
- الفزيع بين الأدب والصحافة، تأليف الدكتور محمد الصادق عفيفي.[21]
- خليل الفزيع والشعر، صدر ضمن سلسلة «مع المبدعين» عن مؤسسة دار الرحاب اللبنانية عام 2005م.[22]

## تكريم وجوائز
- احتفى رواق السرد في نادي جدة الأدبي بتجربته الأدبية التي امتدت لأكثر من نصف قرن عام 2018م.[23]
- كرم في مهرجان بيت السرد للقصة القصيرة الذي تنظمه جمعية الثقافة والفنون في الدمام عام 2018.[24]